# Tapadó vadszőlő
A tapadó vadszőlő (Parthenocissus quinquefolia) a szőlővirágúak (Vitales) rendjébe és a szőlőfélék (Vitaceae) családjába tartozó faj.
Nemzetségének a típusfaja.

## Előfordulása
A tapadó vadszőlő eredeti előfordulási területe Észak- és Közép-Amerika, valamint a Karib-térség. Az Amerikai Egyesült Államokban (Alabama, Illinois, Kentucky, Tennessee és Vermont), Mexikóban, Guatemalában és Salvadorban őshonos.
Az ember betelepítette a következő országokba és térségekbe: Albánia, Algéria, Ausztria, Colorado, az egykori Csehszlovákia, Görögország, Hollandia, Kazahsztán, Kína keleti fele, Koreai-félsziget, Nagy-Britannia, Németország, Ruanda, Szicília és Svájc.

## Megjelenése
Lombhullató, elfásult indás növény, amely 20-30 méter hosszúra nő meg. A levele egy levélnyélből és öt levélkéből tevődik össze. A levél kortól és élőhelyminőségtől függően általában 3-20 centiméter átmérőjű, de néha 30 centiméter átmérőjű is lehet. Az alig látszó virágai zöldesek és fürtökben lógnak. Az 5-7 milliméter átmérőjű termése liláskék színű, az ember számára mérgező.